# タンボラ山
タンボラ山（タンボラさん、インドネシア語: Gunung Tambora、英語: Mount Tambora）は、インドネシア中南部、スンバワ島にある成層火山である。島の北側に突き出たサンガル半島の大部分を占めており、標高2,851メートル。 アルカリ岩の白榴石ベイサナイト、白榴石テフライトなどで構成され、山頂には直径約6キロメートル、深さ約600メートルのカルデラがある。1815年に、記録の残る中では人類史上最大の噴火を引き起こしたこと、およびそれによる自然災害で著名な火山である。

## 地理
タンボラ山はスンバワ島北部のフローレス海に突き出すサンガル半島にあり、南側にサーレ湾があり、その湾口、すなわちタンボラ山の西側にはモヨ島、北西側にはサトンダ島という小さな島がある。
一帯の生態系は島嶼、マングローブ、海岸、低地と山岳部の森林、サバナの5種類がある。サーレ湾にはマングローブがあり、ジュゴンとイルカが生息する。モヨ島とサトンダ島一帯にはコバタン、オーストラリアツカツクリ、トサカハゲミツスイ、キバラタイヨウチョウ、インドネシアノドグロヤイロチョウ、キュウカンチョウ、ナンヨウショウビン、シロガシラトビ、ハイタカ属の種などの30種の鳥類やルサジカ、イノシシ、カニクイザルなどの哺乳類、アミメニシキヘビなどの爬虫類が生息している。2019年にユネスコの生物圏保護区に指定された。

## 1815年の大噴火
1812年から火山活動が始まり、1815年4月10日から同年4月12日にかけての大爆発音は1,750キロメートル先まで聞こえ、500キロメートル離れたマドゥラ島では火山灰によって3日間も暗闇が続いた。高さ3,900メートルあった山頂は2,851メートルに減じ、面積約30平方キロメートル、深さ1,300メートルの火口が生じた。この大噴火による噴出物の総量は150立方キロメートルにおよび、半径約1,000キロメートルの範囲に火山灰が降り注いだ。地球規模の気象にも影響を与えた。
この火山灰によって農作物は壊滅的な被害を受けた。また、この大噴火後数か月にわたって世界各地で異常な夕焼けが見られ、この1815年の夏は異常に低温であった。同年、アメリカ北東部では異常低温となり、雪や霜が6月までみられた。イギリスやスカンディナヴィアでは5月から10月まで長雨が続き、異常低温による不作や食糧不足の事態が社会不安を引き起こした。さらに、翌1816年は「夏のない年」（Year Without a Summer）と言われた。
フランス人作家のヴィクトル・ユーゴーは、小説『レ・ミゼラブル』にて「季節外れの雲に覆われた空が、世界の崩壊をもたらした」と、イギリス人作家のメアリー・シェリーは『フランケンシュタイン』の中で当時の天候について「多湿で不愛想な夏と降りやまない雨によって外出できなかった」とタンボラ山の大噴火によって引き起こされた異常気象について間接的に言及している。
この大噴火により、スンバワ島の中心集落であるタンボラは壊滅し、死者は1万人にのぼり、その後の飢饉、疫病によるものも含めれば7万人から12万人といわれている。住民の消滅に伴いタンボラでの口語であったタンボラ語もこの際に死語となっている。現在の活動は火口底の噴気活動だけである。
世界的に1.7°Cの気温低下が見られた。スイスでは深刻な飢饉が見られた。
ただし、実際の地球の気温は上記の大噴火より前の1810年から10年間を通し、0.5°C低かったことがわかっている。このことから、異常気象の原因を上記の大噴火とは別の噴火に求める説もある。実際、最新の地質調査により、1809年頃に地球上の熱帯地方のいずれかの位置にて、上記大噴火の半分程度の二酸化硫黄の噴出規模の噴火が起きたことが判明している。

## ギャラリー

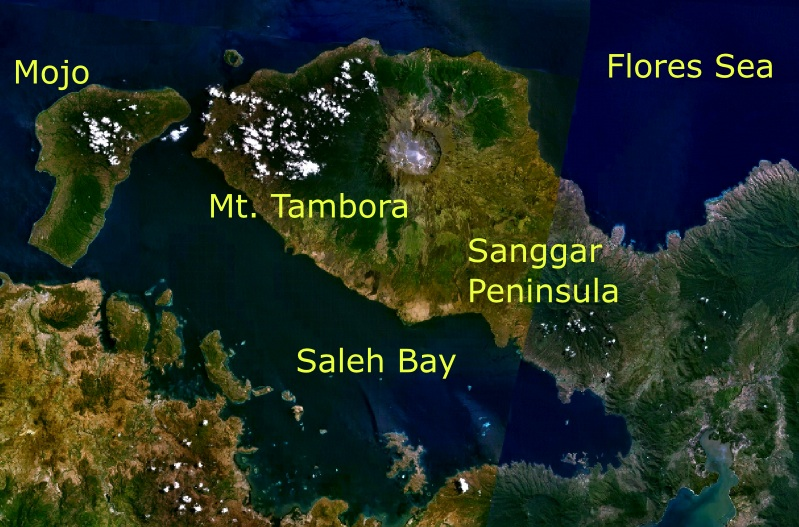
一帯の地図
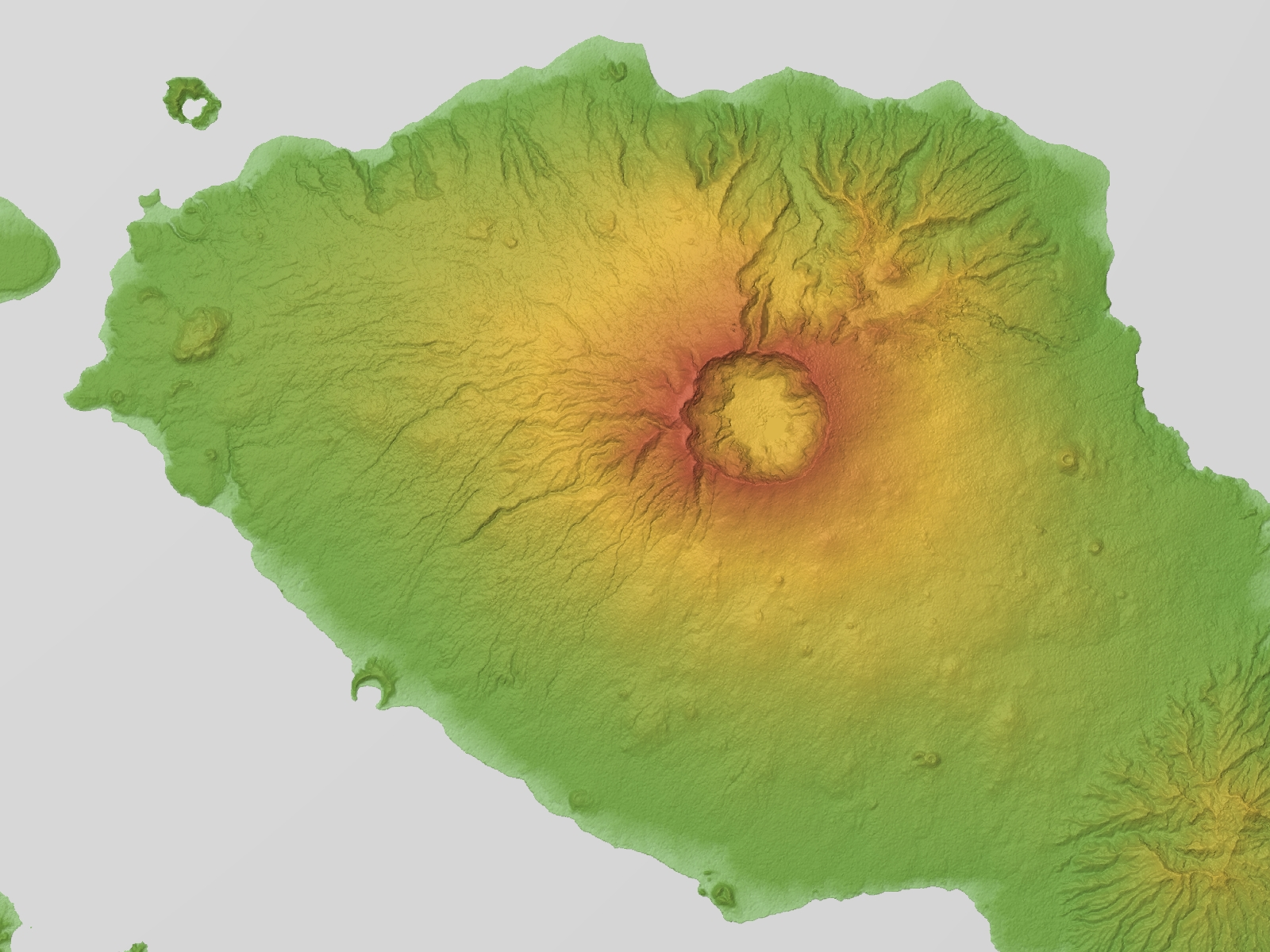
地形図
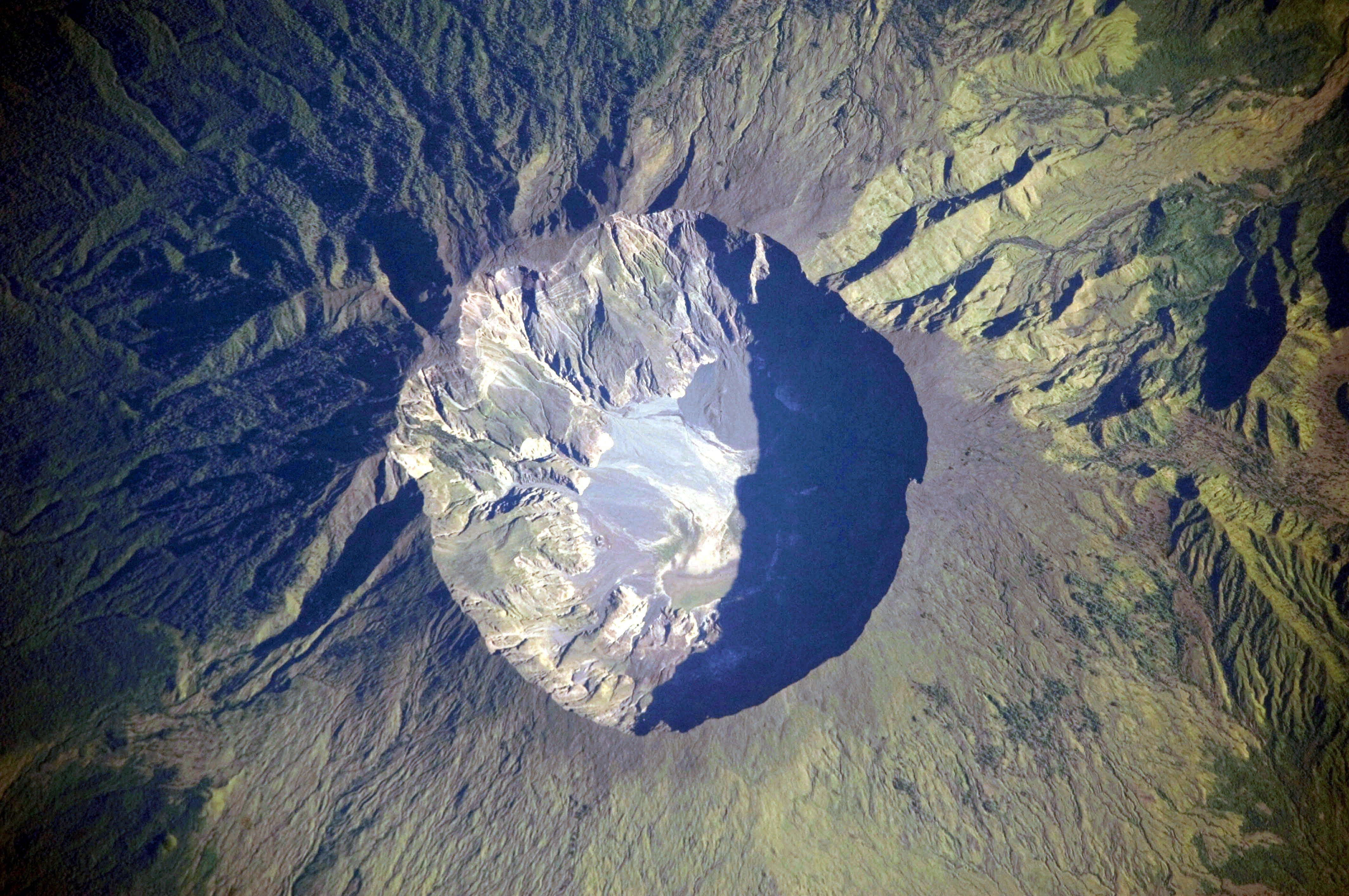
カルデラ
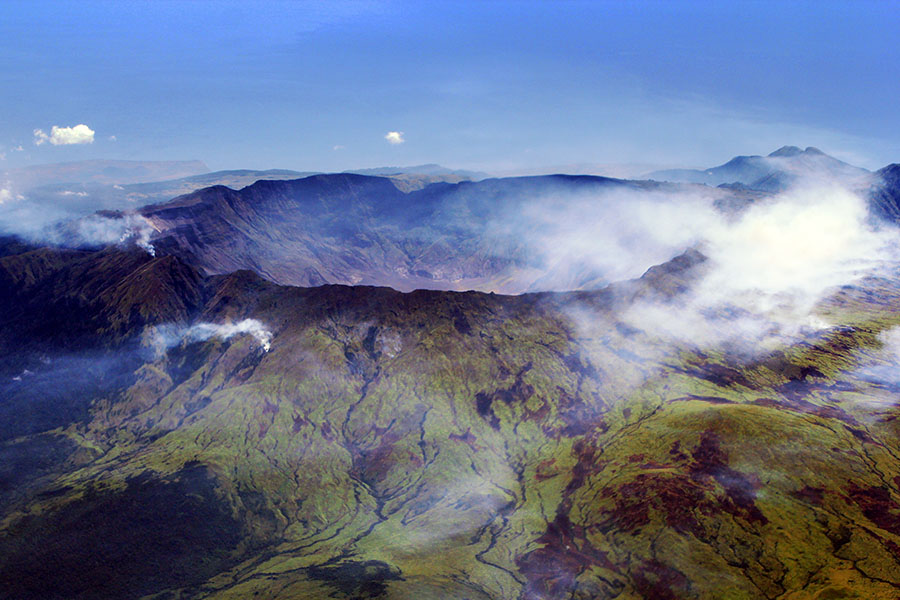
カルデラ
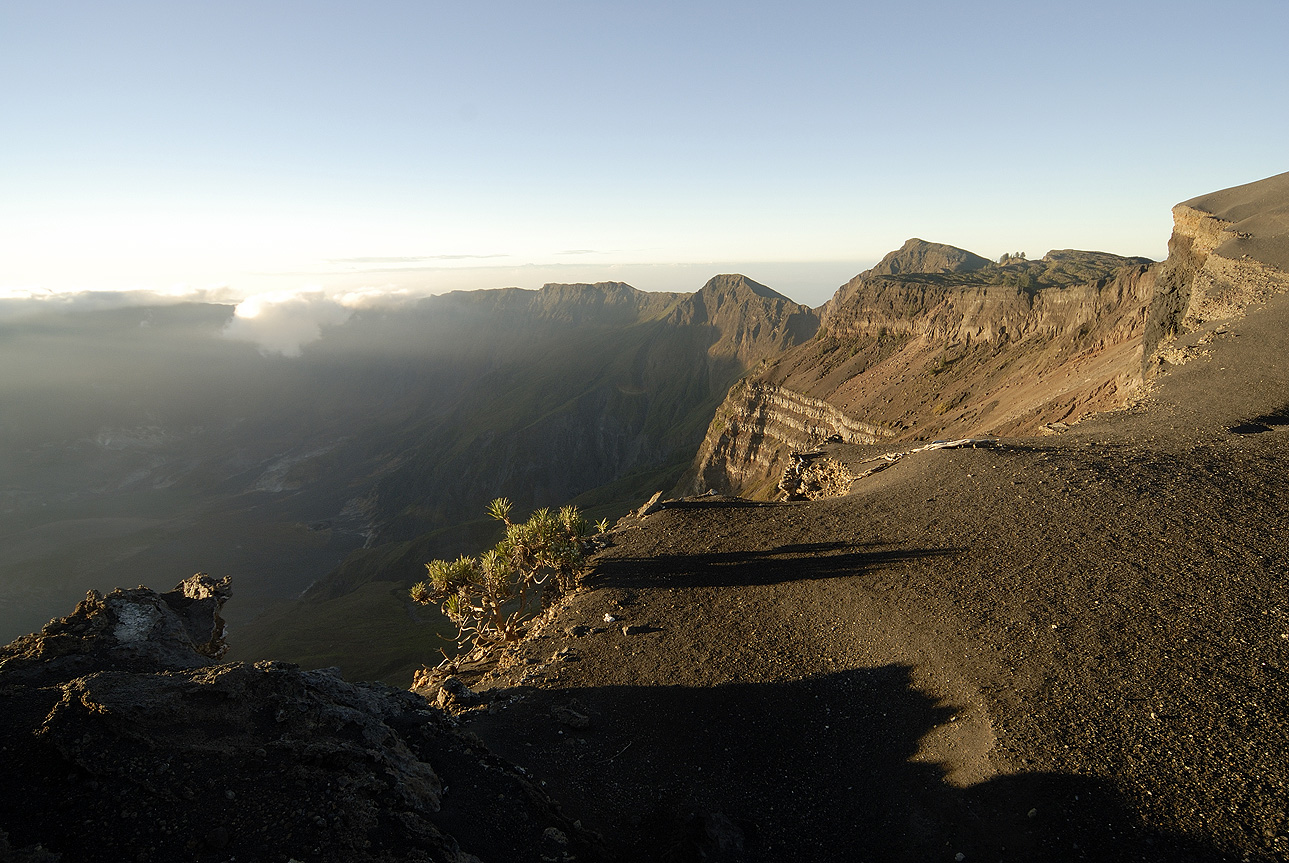
火口縁
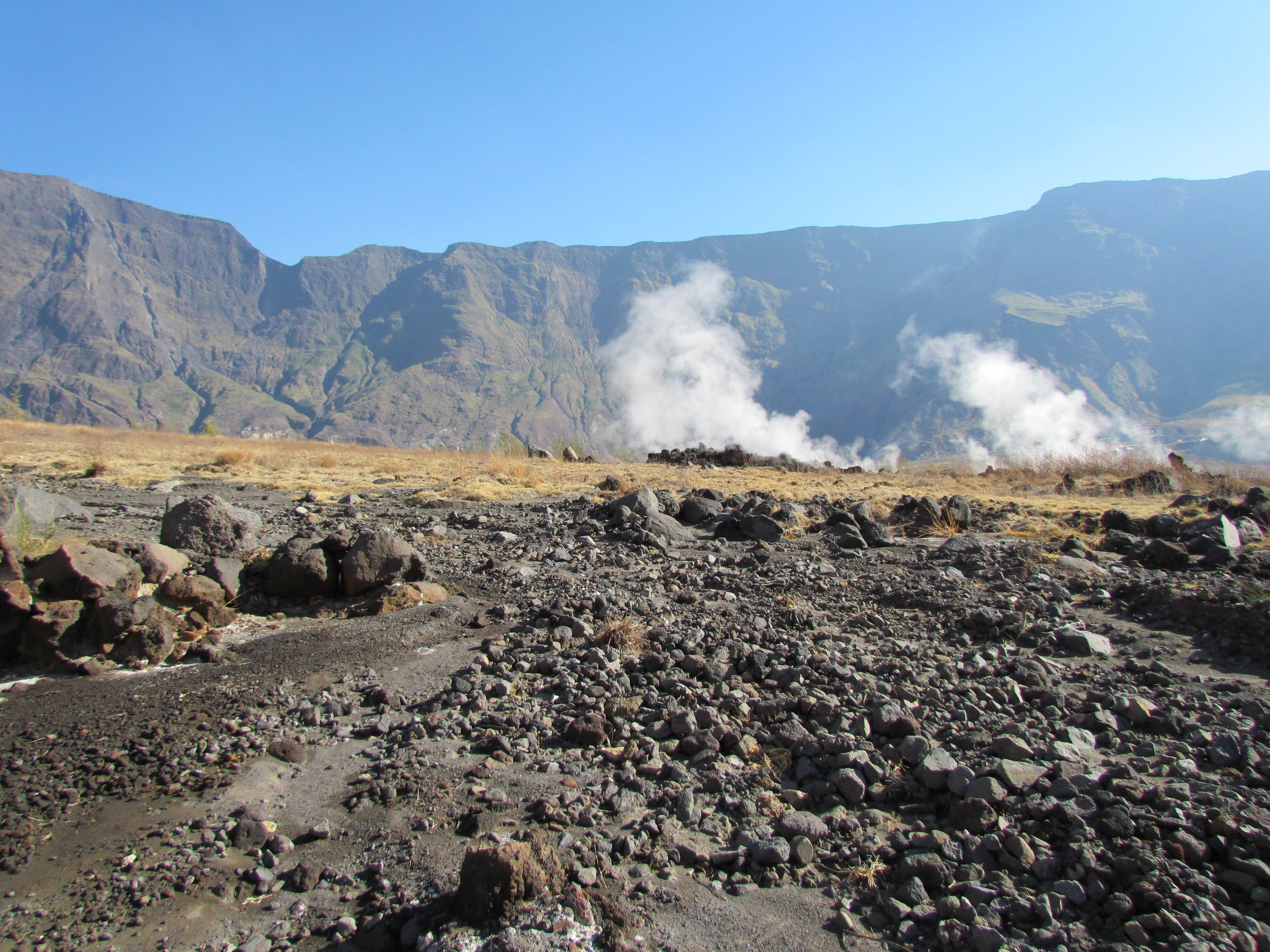
火口底